# Catedral de la Transfiguración de Nuestro Señor
La Catedral de la Transfiguración de Nuestro Señor o bien la Catedral ortodoxa rusa de la Transfiguración de Nuestro Señor (en inglés: Russian Orthodox Cathedral of the Transfiguration of Our Lord) es una histórica catedral de la iglesia ortodoxa rusa en el 228 N. 12th Street en Williamsburg, Brooklyn, Nueva York, estado de Nueva York, al noreste de los Estados Unidos. Fue construida entre 1916 y 1921 con el diseño de Louis Allmendiger. El plan se basó en una cruz griega y está diseñado en la versión rusa del estilo bizantino. El edificio cuenta con características torres de cebolla sobre cuatro torres octogonales y una gran cúpula central cada uno coronada por una gran cruz dorada ortodoxa rusa.
Fue incluida en el Registro Nacional de Lugares Históricos en 1980. 